# Долфинс (футбольный клуб)
«Долфинс» (англ. Dolphins Football Club) — нигерийский футбольный клуб из Порт-Харкорта. Ранее выступал под названием «Игл Семент» («Eagle Cement»). Выступает в Премьер-лиге Нигерии. Домашние матчи проводит на стадионе «Либерейшн Стэйдиум», вмещающем 25 000 зрителей.

## История
«Долфинс» является одним из двух наиболее известных клубов портового города Порт-Харкорт. Клуб трижды становился чемпионом страны (1997, 2004 и 2011) и четыре раза (2001, 2004, 2006, 2007) — обладателем Кубка Нигерии. В 2005 году клуб стал финалистом Кубка Конфедерации КАФ.

## Клубные цвета
| Синий | Белый |

## Достижения

### Местные
- Чемпион Нигерии — 3 (1997, 2004, 2011)[1][2]
- Обладатель Кубка Нигерии — 4 (2001, 2004, 2006, 2007)

### Международные
- Финалист Кубка Конфедерации КАФ — 2005